# Поливщуков, Владимир Валентинович
Владимир Валентинович Поливщуков (30 декабря 1927 — 9 декабря 1996) — передовик советской энергетики, бригадир электросварщиков строительного управления основных сооружений № 1 Красноярскгэсстроя Министерства энергетики и электрификации СССР, Красноярский край, Герой Социалистического Труда (1979).

## Биография
Родился 30 декабря 1927 года на станции Зима Иркутской области в русской семье. Завершил обучение в семи классах школы и начал трудовую деятельность в возрасте 14-ти лет, в 1941 году, в колхозе «Сибиряк». Работал и учётчиком, и конюхом, и ездовым, а после завершения обучения на курсах трактористов ста работать механизатором.
В 1944 году был призван в ряды Красной Армии, службу проходил на Дальнем Востоке. На фронт так и не попал. Пока проходил обучение военной профессии, война закончилась. Продолжал служить в армии, окончил школу младших авиационных специалистов по радиооборудованию. Демобилизовался в 1952 году.
Возвратился в родные края, немного поработал в колхозе, а летом 1952 года приехал в город Иркутск. Поступил работать на должность радиста на Иркутский машиностроительный завод. В сентябре 1953 года перешёл на строительство Иркутской ГЭС. С этого времени связал себя с гидростроительством. Начинал разнорабочим, а затем стал трудиться арматурщиком. Чуть позже окончил курсы электросварщика и возглавил производственную бригаду. Его бригада стала одной из лучших в строительстве гидротехнических сооружений.
В 1959 году завершено строительство Иркутской ГЭС, Поливщуков был награждён Орденом Знак Почёта. Началось строительство Красноярской ГЭС, куда и была переброшена бригада. В 1969 году его направили на строительство Саяно-Шушенской ГЭС. Здесь Поливщуков стал бригадиром электросварщиков-монтажников.
Указом Президиума Верховного Совета СССР от 16 октября 1979 года за выдающиеся успехи достигнутые при строительстве Саяно-Шушенской ГЭС Владимиру Валентиновичу Поливщукову присвоено звание Героя Социалистического Труда с вручением ордена Ленина и золотой медали «Серп и Молот».
На сооружении Саяно-Шушенской ГЭС он трудился до введения в работу всех агрегатов. Был наставником для молодых специалистов, внёс немало рационализаторских предложений. В 1988 году вышел на заслуженный отдых.
Проживал в городе Дивногорске. Умер 9 декабря 1996 года.

## Награды
За трудовые успехи удостоен:
- золотая звезда «Серп и Молот» (16.10.1979)
- два ордена Ленина (20.04.1971, 16.10.1979)
- Орден Знак Почёта (09.08.1958)
- другие медали.

## Память
- Его имя увековечено на мемориальных досках строителям красноярской и Саяно-Шушенской ГЭС[2].